# Agonia (Marvel Comics)
Agonia (Leslie Gesneria) é um personagem ficcional, uma supervilã do Universo Marvel. É uma das proles do simbionte de Venom, junto com Grito, Baderna, Fago e Retalho e aparece pela primeira vez em Venom: A dor da separação.

## História

### Fundação Vida
Leslie era um dos indivíduos escolhidos para se ligarem com simbiontes pela Fundação Vida, para criarem um pequeno exército de simbiontes para protegerem seus clientes durante uma guerra. O simbionte Venom passou por dolorosas experimentações até dar luz a um grupo de simbiontes, sendo que um deles se ligou com Leslie para formar a supervilã Agonia. Junto com seus irmãos, Agonia tenta eliminar Eddie Brock, mas são derrotados pelos esforços dele e do Homem-Aranha, que fazem que os simbiontes envelheceram articialmente até virarem pó. No entanto, eles sobrevivem devido aos esforços da Fundação Vida.

### A dor da separação
Junto aos seus irmãos, Agonia libera Eddie Brock da prisão para que ele pudesse auxiliá-los a controlar os seus simbiontes. No entanto, ele recusa já que pensa que eles poderiam se tornar assassinos psicopatas, visto com o que aconteceu com o Carnificina - uma das proles do Venom extremamente violenta. Olhando-se no espelho, Leslie mostra remorso por suas ações como Agonia. Enquanto ela estava distraída, Grito a apunhala com uma faca sônica, mais tarde sendo revelado que ela havia perdido o controle devido a influência do seu simbionte e de sua esquizofrenia. A morte de Leslie ajudou a Grito culpar Eddie pela morte de sua companheira.

## Poderes e Habilidades
Agonia tem todos os poderes do Venom original. Ela pode manipular seu metabolismo para gerar ácido, que pode corroer a maioria das substâncias.

## Em outras mídias
- Agonia (Leslie Generia) é um dos chefes no jogo Spider-Man & Venom: Separation Anxiety.
- Agonia (Leslie Generia) aparece como um personagem jogável em Spider-Man: Unlimited.
- Um simbionte semelhante a Agonia apareceu em Venom, designado como SYM-A02.